# Грязный (посёлок)
Грязный — опустевший поселок в Гагинском районе Нижегородской области. Входит в состав Гагинского сельсовета.

## География
Находится в южной части Нижегородской области на расстоянии приблизительно 5 километров (по прямой) на восток-северо-восток от села Гагино.

## Население
Постоянное население не было учтено как в 2002 году, так и в 2010.